# Agrosaurus
Agrosaurus macgillivrayi is de naam die gegeven is aan resten van een lid van de Sauropodomorpha dat leefde tijdens het Trias. Ze werden eerst gedacht uit Australië afkomstig te zijn maar waren vermoedelijk in feite afkomstig van Thecodontosaurus uit Engeland.

## De raadselachtige herkomst en naamgeving
Juli 1879 kocht het British Museum of Natural History van Edward Charlesworth uit de oude collectie van wijlen Samuel Long Waring, een blok fossielen aan die door de bemanning van de sloop-of-war HMS Fly zouden zijn verzameld op de kust van Cape York, in Queensland in Australië. Een smaldeel van vier schepen had de opdracht een vuurbaken op de oostkust van Cape York op te richten, nabij Bamaga. In 1891 onderzocht Harry Govier Seeley het blok dat twaalf jaar in de Mammal Gallery lag, constateerde dat er een linkerscheenbeen, een bovenste rechterscheenbeen, een stuk kuitbeen en twee voetklauwen inzaten van een dinosauriër en benoemde die als Agrosaurus macgillivrayi. Seeley gaf geen etymologie van de geslachtsnaam maar die wordt meestal gezien als afgeleid van het Oudgrieks ἀγρός, agros, "akker". Volgens Ben Creisler kan de naam op twee manieren verklaard worden. Agros kan ook een "woest veld" betekenen en zou dan verwijzen naar de woeste staat van Australië. Een alternatieve interpretatie is dat de naam in feite afgeleid is van het Grieks ἄγρα, agra, "vangst". Seeley zag weliswaar een overeenkomst met de planteneter Massospondylus maar beschouwde die als een mogelijke vleeseter. Hij beschreef de voetklauwen ook als afgeplat "als bij vleesetende sauriërs". De soortaanduiding verwijst naar het label dat op het blok gelijmd was en waarop stond Fly, 1844. Jn. Macgillivray, from the N.E. coast of Australia. John MacGillivray was de natuurvorser die aan de Fly was gedetacheerd om dieren te verzamelen voor Edward Smith Stanley, de 13th Earl of Derby.
Het holotype is BMNH 49984. Als het fossiel afkomstig is van Australië, zou het gevonden kunnen zijn in de Helbylagen op de kust van Raine Island die dateren uit de Jura.

## Twijfel over de identiteit
Al in 1906 zag Friedrich von Huene overeenkomsten met Thecodontosaurus en hernoemde de soort tot een Thecodontosaurus macgillivray. Die zou iets slanker gebouwd zijn. Het viel hem ook op dat het moedergesteente identiek was aan de Britse vondsten van Thecodontosaurus maar trok daar verder geen conclusies uit. Het blok werd eind jaren tachtig verder geprepareerd, waarbij de botten door een zuurbad uit het gesteente werden losgemaakt. In 1999 stelden Patricia Vickers-Rich, Thomas H. Rich, Gregory C. McNamara en Angela Milner dat Agrosaurus en Thecodontosaurus identiek waren en dat het blok vermoedelijk fout gelabeld was en in feite afkomstig van de vondsten bij Bristol rond 1840. Eigenaardig was verder dat het logboek van de Fly helemaal geen opgravingen vermeldt. De notities van MacGallivray zijn verloren gegaan. Geoloog Joseph Beete-Jukes schreef een boek over de expeditie maar vermeldt ook al geen vondsten. MacGallivray zelf schreef een boek over een latere expeditie in die omgeving maar maakt geen melding van fossielen uit 1844. Seeley besefte dit alles reeds. Het blok bevatte daarbij een stukje rechterbovenkaaksbeen, specimen BMNH R14111, van de sphenodont Diphydontosaurus avonis, ook al bekend van Bristol. In 1995 poogde een expeditie op Rain Island fossielen te vinden. De lagen daar bleken vrijwel geen resten te bevatten en de twee fragmenten die men wist te vinden leken niet op die van Agrosaurus. Daar staat tegenover dat als Waring een fout fossiel gelabeld had, er kennelijk een ander fossiel geweest moest zijn dat wel uit Australië kwam. Een laatste toets die men uitvoerde, was de vergelijking tussen de uranium-thorium-verhouding van het holotype, de lagen bij Bristol en de lagen op het eiland. Het holotype clusterde met de lagen in Bristol.

## Beschrijving
Indien Agrosaurus inderdaad identiek is aan Thecodontosaurus, is het holotype van belang omdat het het meest complete bekende scheenbeen omvat. Het is volgens een beschrijving van Benton uit 2000 205 millimeter lang, heeft een verbreed bovenste uiteinde, een licht gebogen schacht, en een iets verbreed onderste uiteinde. Het bovenvlak is driehoekig en plat en meet vijf bij vier centimeter. De raakvlakken van het ondervlak worden gescheiden door een ondiepe groeve. Op de voorzijde is de crista cnemialis goed ontwikkeld. De schacht heeft een kleinste diameter van twaalf millimeter. De achterrand is recht en de voorrand iets bol naar voren gebogen. Naar onderen verbreed de diameter zich tot drie centimeter. Het ondervlak heeft twee facetten voor het contact met het sprongbeen. Hierboven bevindt zich op de binnenzijde een diepe lengtegroeve.

## Taxonomische status
Agrosaurus wordt sinds 1999 of als een nomen dubium of als een jonger synoniem van Thecodontosaurus beschouwd. Zou hij werkelijk van Australië afkomstig zijn geweest dan was het de geologisch oudste bekende dinosauriër van dat continent. Die status hebben nu Rhoetosaurus en Ozraptor uit het Bajocien. Uit de lagen bij Bristol zijn ook Pantydraco en Asylosaurus benoemd en het lijkt niet mogelijk te bepalen bij welke vorm het holotype van Agrosaurus hoort; het zou dus een typisch nomen dubium zijn.